# Sarcophaga arvicola
Sarcophaga arvicola är en tvåvingeart som först beskrevs av Robineau-desvoidy 1830.  Sarcophaga arvicola ingår i släktet Sarcophaga och familjen köttflugor.
Artens utbredningsområde är Frankrike. Inga underarter finns listade i Catalogue of Life.